# Eugène Freyssinet
 (septembre 2015).
Eugène Freyssinet  (13 juillet 1879 à Objat, Corrèze - 8 juin 1962 à Saint-Martin-Vésubie, Alpes-Maritimes) est un ingénieur français, père du béton précontraint dont le premier brevet est déposé le 2 octobre 1928, avec son ami l'ingénieur et inventeur Jean Charles Séailles (1883-1967). Pour mettre en œuvre ses inventions, Edme Campenon créa en 1943 la Société technique pour l’utilisation de la précontrainte (STUP) qui devint en 1976 la société Freyssinet.

## Biographie
Il entre à l'École polytechnique (X1899) puis à l'École nationale des ponts et chaussées.

### Ingénieur des ponts et chaussées
Nommé ingénieur des ponts et chaussées à Moulins dans l'Allier en 1905. Ingénieur ordinaire, il commence par construire des ponts d'intérêt local. À l'occasion d'un appel d'offres sur des projets de passages à niveau il fait la rencontre de l'entrepreneur François Mercier (1858-1920). Ce dernier ayant vu en 1907 un avant-projet en béton armé du pont Boutiron dans le bureau de Freyssinet au moment où il allait soumissionner le nouveau pont du Veurdre, il lui fit la proposition de construire trois ponts sur le même principe - pont du Veurdre, pont Boutiron et pont de Châtel-de-Neuvre - au prix de l'estimation du seul pont du Veurdre. Le conseil général de l'Allier accepta cette proposition et Freyssinet est nommé pour assurer le contrôle, ce qu'il fera jusqu'au début de la Première Guerre mondiale.

#### Décintrement par vérinage à la clé d'une travée
Les ponts étant bétonnés sur cintre général, c'est à l'occasion du décintrement du pont de Prairéal-sur-Besbre (aujourd'hui Vaumas dans l'Allier) de 27 m de portée qu'après le durcissement du béton, il a utilisé pour la première fois la méthode du décintrement à l'aide de vérins placés en clé de voûte, en 1908. Par cette opération, les deux extrémités de chaque demi-arc s'écartent et se déplacent verticalement suivant approximativement deux arcs de cercles dont les centres sont les appuis de l'arc sur les culées. Cela entraîne un déchargement du cintre. Il obtient le prix Caméré de l'Académie des sciences pour la technique du décintrement par vérins.

#### Découverte du fluage du béton
Le rapport flèche sur portée étant particulièrement faible pour les trois ponts dont il doit faire la conception, Eugène Freyssinet va découvrir les déformations différées du béton en compression. Conformément au règlement du béton armé de 1906, il n'avait pas tenu compte d'une déformation différée du béton sous l'effet de la compression (fluage du béton). Quelques mois après la mise en service, les clés des ponts avaient fléchi de plus de 13 cm. Devant ce phénomène imprévu, Freyssinet réutilise le vérinage à la clé qu'il avait mis au point précédemment pour remonter les clés.

#### Autres essais
Dans les années précédant la Première Guerre mondiale, il fait des essais sur modèles réduits sur la déformation différée du béton :
- le retrait du béton qui est une déformation du béton par dessiccation au cours du temps, depuis la prise (sans chargement du béton), et ;
- le fluage du béton qui est une déformation différée du béton sous l'action d'un effort de compression.

Il se renseigne auprès du Laboratoire des Ponts et Chaussées pour savoir pourquoi les mesures qui y ont été faites n'ont pas montré le phénomène du fluage. Il apprend ainsi que les laborantins démontaient chaque soir les appareils de mesure qui étaient remis à zéro le lendemain matin, empêchant ainsi de mesurer ce phénomène.
Il va s'intéresser à l'influence de la composition du béton sur ces phénomènes, en particulier le rapport eau/ciment.
En 1913, il invente les voûtes à nervures par-dessus.
La construction des ponts de Châtel-de-Neuvre et de Villeneuve-sur-Lot débute en 1914 mais leur réalisation est arrêtée par la guerre.
Pendant la Première Guerre mondiale, il est nommé capitaine du génie. En janvier 1916, il est mis en congé sans solde et devient directeur technique et associé de la Société Mercier, Limousin et Compagnie. Elle est devenue ensuite la Société Limousin et Compagnie, Procédés Freyssinet.

### Ingénieur en entreprise

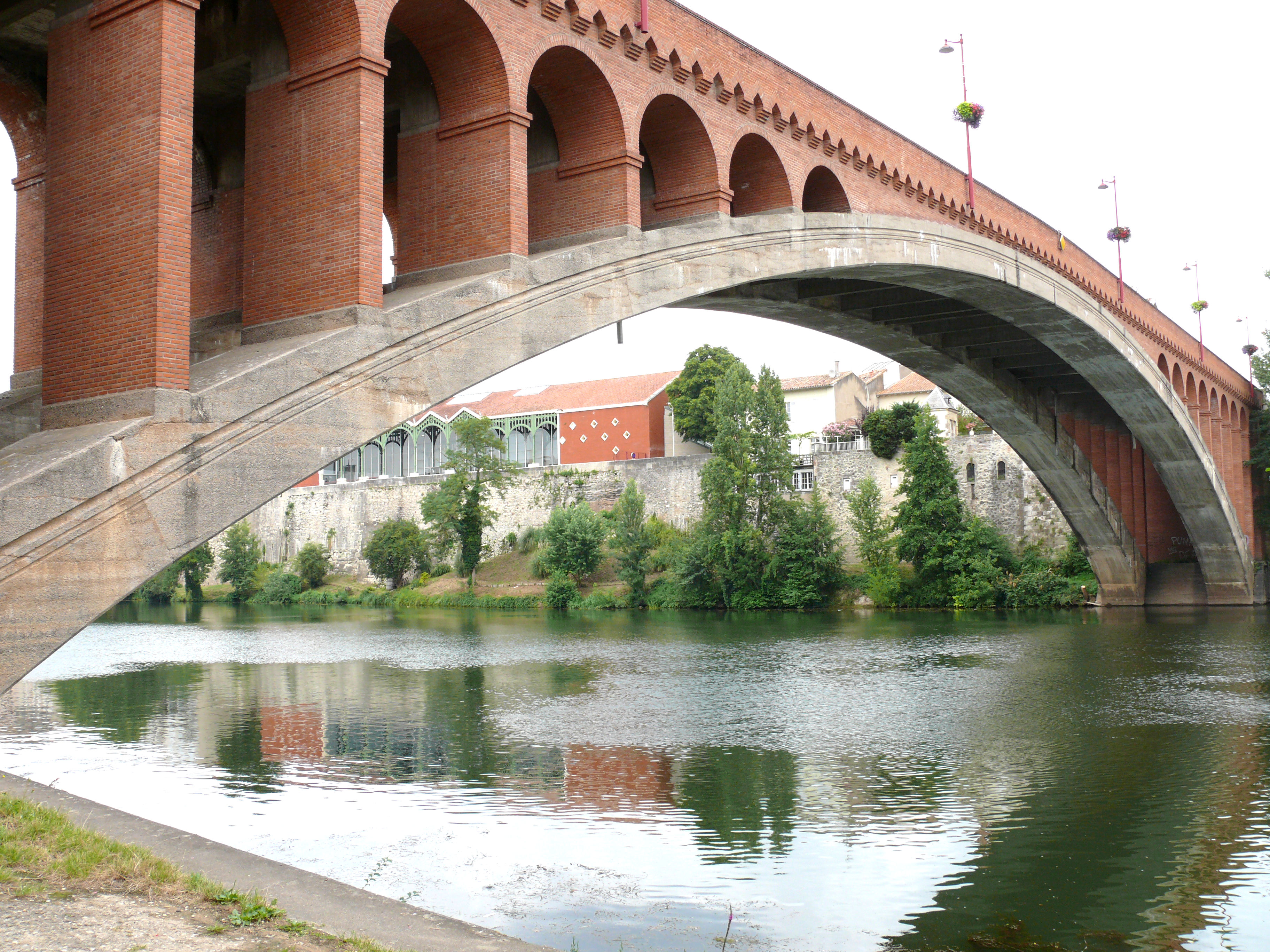
Le pont de la Libération de Villeneuve-sur-Lot

Le premier pont qu'il a réalisé comme directeur technique de l'entreprise Mercier, Limousin et Cie est le pont de la Libération de Villeneuve-sur-Lot, commencé en 1914, et dont le gros œuvre est terminé en 1919. Dans la série d'articles sur ce pont qu'Eugène Freyssinet publie dans la revue Le génie civil, il indique l'intérêt que présente la mise en compression à l'aide de vérins placés à la clé des arcs du pont pour imposer un état de contrainte aux arcs, première idée menant à la précontrainte.
Dans les années 1920, il participe à la construction du pont Albert-Louppe à trois travées identiques de 180 m de portée où il découvre les lois de la déformation différée des bétons.
Ses nombreuses recherches lui permettent de mettre au point des cintres roulants, des voûtes à nervures au-dessus et surtout, il découvre en 1917 l'effet bénéfique des vibrations sur la mise en œuvre du béton.

## Inventeur de la précontrainte

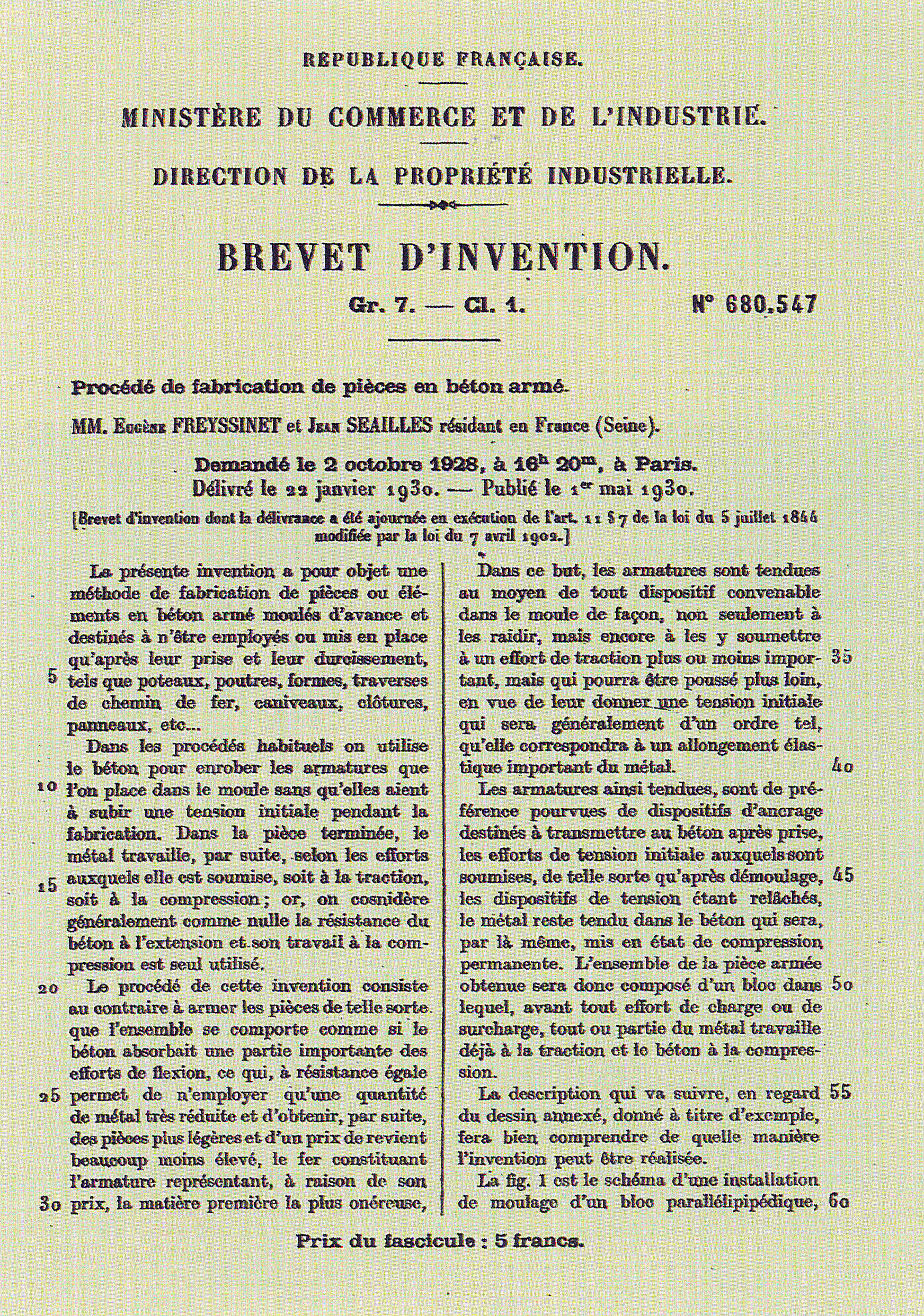
Première page du brevet d'invention demandé le 2 octobre 1928 sur la précontrainte

C'est Eugène Freyssinet qui a l'idée de pré-comprimer le béton. En 1908, à Moulins (Allier), il a expérimenté ce procédé en construisant une arche d'essais de 50 mètres dont les culées étaient reliées l'une à l'autre par un tirant de section environ triple de celle de la voûte, et précontraint sous 2 500 tonnes. Il a parlé alors de « précompression permanente des bétons ». Il n'inventera le mot « précontrainte » qu'en 1933. Ce tirant est le premier de tous les ouvrages en béton précontraint.
Dans les années qui suivent, il poursuit ses recherches sur ce matériau nouveau et sur le béton dont il va découvrir la déformation lente: le béton se resserre et se raccourcit pendant des mois voire des années.
En 1928, il décide de se consacrer à faire du béton précontraint une réalité industrielle. Pour ce faire, il va devoir prendre un brevet. Son ami Jean Charles Séailles (1883-1967) qu'il a connu au cours de la guerre, auteur de nombreuses inventions et habitué à déposer des brevets, lui propose de l'aider. En octobre 1928, ils déposent un brevet en nom commun qui définit le principe de la précontrainte et le procédé de mise en œuvre par pré-tension et fils adhérents. Le premier concessionnaire du brevet de la précontrainte est la société Forclum qui avait besoin de poteaux pour les lignes électriques. À partir de 1929, il met au point le matériel nécessaire à la fabrication de poteaux de 12 à 16 m de longueur pour permettre un béton de haute qualité en améliorant la vibration du béton qu'il a inventée en 1917, en immobilisant au minimum les moules en accélérant la prise du béton en mettant au point l'étuvage du béton. Il a réussi à mettre au point le matériel et la méthode de fabrication pour 50 poteaux par jour en 1933 dans l'usine Forclum de Montargis. Malheureusement, la crise de 1929 a fait disparaître le marché,. En 1933, Jean Brocard et Georges Bruner, de la société Breguet, lui demande d'étudier des ailes d'avion en béton précontraint,. Juste après guerre, toujours sollicité par la société Breguet il met au point les ailes d'un projet de bombe volante, le Breguet 910.
En 1933, il consolide la gare transatlantique du Havre dont les fondations tassaient et menaçaient de s'effondrer. Il est alors très proche de l'ingénieur et patron de BTP Pierre-Louis Brice.
Le pas décisif de la précontrainte est l'invention de la « précontrainte par post-tension » permettant de la libérer sans mettre en œuvre des bancs de mise en tension. Cette avancée est obtenue par le brevet déposé le 26 août 1939 et intitulé : Système d'ancrage de câbles sous tension destinés à la réalisation de constructions en béton précontraint. Il décrit un système comprenant :
- des câbles à fils parallèles
- mis en tension par des vérins
- bloqués par des cônes d'ancrage.

Le 16 octobre 1950, quatre ingénieurs, l'Italien Rinaldi, le Néerlandais Bruggeling, l'Anglais Gooding et l'Espagnol Fernandez Conde demandent la création d'une Fédération Internationale de la Précontrainte (FIP) pour permettre la connaissance et la diffusion de cette invention dans le monde. Cette fédération voit le jour en 1952. Eugène Freyssinet participe à sa création.

## Ingénieur conseil
Le sauvetage de la gare maritime du Havre lui permet de faire la rencontre d'Edme Campenon. Ce dernier est vite persuadé de l'intérêt de l'invention de la précontrainte. Edme Campenon propose à Eugène Freyssinet de profiter de l'ensemble des chantiers de l'entreprise Campenon-Bernard, en France et en Algérie, pour appliquer et développer son invention de la précontrainte. Ils signent le premier contrat pour l'utilisation des procédés Freyssinet par l'entreprise Campenon-Bernard en 1935. En 1937, ils ont commencé les discussions sur l'usage des brevets déposés par Eugène Freyssinet par l'entreprise Campenon-Bernard. Les discussions ont été longues et n'ont abouti à un accord définitif qu'en 1940. Edme Campenon décida d'appliquer ce nouveau procédé aux 44 km de conduites forcées du barrage d'Oued Fodda en Algérie et aux caissons du port de Brest.
Edmé Campenon avait créé en 1943 la Société technique pour l’utilisation de la précontrainte (STUP) pour donner à Eugène Freyssinet l’autonomie nécessaire et lui permettre d’exploiter ses brevets avec d’autres entreprises. Yves Guyon a été son principal collaborateur et a écrit plusieurs livres consacrés au béton précontraint préfacés par Eugène Freyssinet.

## Postérité

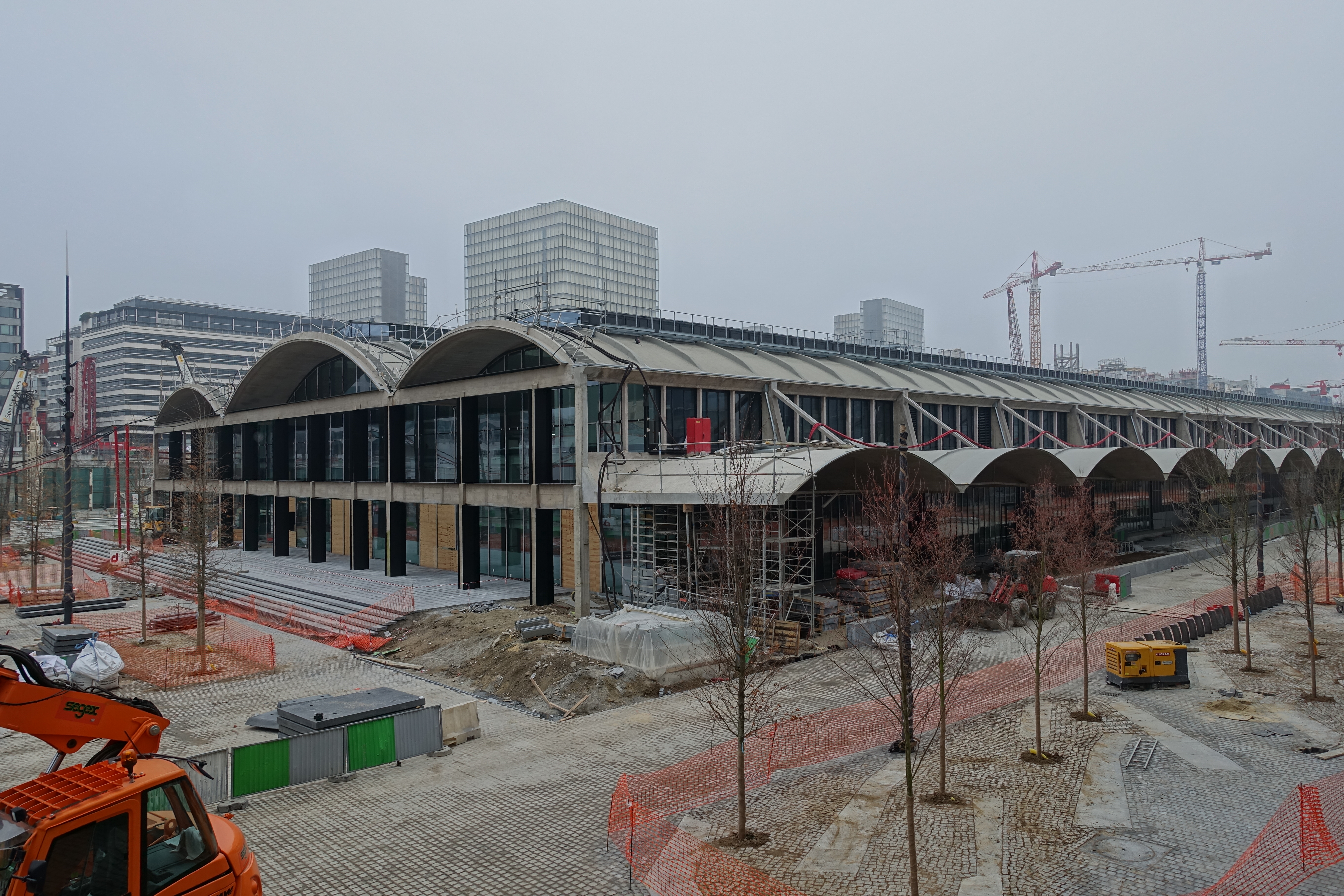
La halle Freyssinet, du nom de son concepteur, dans le 13e arrondissement de Paris.

Eugène Freyssinet meurt en 1962 à 83 ans à Saint-Martin-Vésubie dans les Alpes-Maritimes. À l'époque de sa disparition, la technique du béton précontraint est utilisée dans le monde entier. Méconnu, l'héritage de Freyssinet n'en est pas moins remarquable : la société STUP (Société Technique pour l'Utilisation de la Précontrainte) - créée en 1943 -  met en œuvre les brevets d'Eugène Freyssinet. Elle est devenue  une société de 6 000 personnes, qui détient une centaine de brevets en cours de validité soit l'un des plus larges portefeuilles de tout le génie civil français. Cette société a changé son nom en Freyssinet-International-STUP devenu ensuite simplement Freyssinet . La société est une filiale de Soletanche Freyssinet et appartient au groupe Vinci). Elle est le spécialiste mondial des haubans supports des ponts, dont la technologie est dérivée de l'emploi des câbles pour contraindre le béton. Elle a équipé des ouvrages comme le pont de Normandie, le viaduc de Millau et le pont de l'île Rousski à Vladivostok (détenant le record du monde de la plus longue portée pour un pont à haubans).

## Principales réalisations ou collaborations
- 1907 : pont de Préréal à Prairéal-sur-Besbre (aujourd'hui Vaumas dans l'Allier), sur la Besbre
- 1909 : arche d'essai dite Freyssinet à Moulins ( Inscrit MH (2021)), en prévision de la construction des 3 ponts suivants
- 1911-1912 : pont du Veurdre, sur l'Allier (détruit par la Résistance en 1944)
- 1913 : pont Boutiron, sur l'Allier, au nord de Vichy ( Inscrit MH (2021)),
- 1914-1923 : pont de Châtel-de-Neuvre sur l'Allier (détruit par l'armée française en repli en 1940),
- 1914-1922 : pont de la Libération de Villeneuve-sur-Lot,
- 1916 : huit hangars-voûtes de l'école d'aviation d'Avord[9],
- 1919 : pont Candelier, pont ferroviaire à Montigny-le-Tilleul (Belgique) sur la Sambre
- 1919 : Pont suspendu en béton armé de Laon,
- 1922-1930 : pont Albert-Louppe sur l'Elorn entre Plougastel-Daoulas et Brest,
- 1922-1923 : pont de Saint-Pierre-du-Vauvray,
- 1922 : pont de Tonneins sur la Garonne,
- 1923 : hangars de l'aéroport d'Orly[10]
- 1927-1929 : la halle Freyssinet ou halle des Messageries de la gare d'Austerlitz à Paris ( Inscrit MH (2012))
- 1927-1929 : halles centrales  "Le Boulingrin" à Reims ( Classé MH (1990))
- 1926-1928 : usine de la Compagnie nationale des radiateurs de Dammarie-lès-Lys (Seine-et-Marne)
- 1933-1935 : rénovation de la gare maritime du Havre
- 1934-1940 : église Saint-Jacques-le-Majeur de Montrouge ( Inscrit MH (2006)) [11]
- 1936 : conduites d'eau de l'oued Fodda, en Algérie,
- 1937-1941 : barrages des Portes de Fer et de Béni Badhel, en Algérie,
- 1938 : pont sur l'Autobahn 2 à Oelde dans l'Arrondissement de Warendorf en Allemagne, premier pont en béton précontraint dans ce pays[12],[13].
- 1941-1946 : pont de Luzancy sur la Marne (Seine-et-Marne), 54 mètres de portée,
- 1946-1951 : réservoir d'Orléans,
- 1947-1950 : série de 5 ponts identiques sur la Marne (74 mètres de portée) à Esbly, Ussy-sur-Marne, Changis-sur-Marne, Trilbardou et Annet-sur-Marne (Seine-et-Marne)
- 1947 et 1953 : pistes d'aviation de l'aéroport d'Orly,
- 1948-1951 : tranchée couverte de Rouen,
- 1949 : conception des ailes pour le projet de bombe volante Breguet 910,
- 1950-1953 : barrage d'Ernestina sur le rio Jacuí dans l'État du Rio Grande do Sul au Brésil,
- 1951-1953 : trois viaducs sur l'autoroute Caracas à La Guaira au  Venezuela,
- 1954 : sauvetage et consolidation de la toiture de l'émetteur d'Europe 1 à Felsberg, en Sarre (Allemagne),
- 1955 : conduite d'eau étanche de Kunu en Inde,
- 1955-1957 : viaduc d'accès du pont de Tancarville, en rive gauche,
- 1955-1958 : basilique Saint-Pie-X à Lourdes ( Inscrit MH (1995)) avec les architectes Pierre Vago et André Le Donné.
- 1955-1961 : barrage d'Erraguene sur Djen-Djen, Algérie,
- 1957 : pont no 10 sur la route nationale 7, à Orly,
- 1959-1962 : pont Saint-Michel à Toulouse,
- 1962 : Sauvetage de la station "Europe 1" au Feldberg dont le voile menaçait ruine.
- 1961-1964 : réservoir des Lilas, à Paris,
- 1961-1964 : pont de Gladesville à Sydney en Australie, inscrit au New South Wales State Heritage Register (en).

## Hommage
Ont été nommés en son honneur : 
- le collège d'Objat, sa ville natale, en Corrèze
- un lycée (général, technologique et professionnel) de Saint-Brieuc (Côtes-d'Armor), avec une forte prédominance bâtiment et génie civil.
- un lycée professionnel du bâtiment porte son nom à Verdun, en Meuse,
- une rue à Guyancourt, rue qui mène au siège de Bouygues Construction (nommée ainsi sur une idée de Francis Bouygues)[14].
- une rue à Paris, voie piétonnière qui dessert la halle Freyssinet
- des rues à Baie Mahault, Chelles, Givors, Joué-lès-Tours, Lagord, Langueux, Le Monêtier-les-Bains, Loire-sur-Rhône, Marcigny, Nîmes, Perpignan, Rennes, Ris-Orangis, Saint-Memmie, La Teste-de-Buch, Villenave d'Ornon, Villeparisis, Yzeure, Conflans-Sainte-Honorine, Frépillon
- un chemin et une impasse à Givors.
- Elevado Engenheiro Freyssinet, une route surélevée (elevado en portugais) de Rio de Janeiro au Brésil.

## Citation
« Mon passage à l'école n'a pas fait de moi un polytechnicien au sens ordinaire du terme, c'est-à-dire un homme qui croit dur comme fer aux vertus et à la puissance du raisonnement déductif, particulièrement sous des formes mathématiques. [...] Il n'existe pour moi que deux sources d'information : la perception directe des faits et l'intuition en laquelle je vois l'expression et le résumé de toutes les expériences accumulées par la vie dans le subconscient des êtres, depuis la première cellule. Il faut, bien entendu, que l'intuition soit contrôlée par l'expérience. Mais quand elle se trouve en contradiction avec le résultat d'un calcul, je fais refaire le calcul, et mes collaborateurs assurent que, en fin de compte, c'est toujours le calcul qui a tort. Qu'on me comprenne bien : je ne nie pas la grandeur et la beauté des mathématiques ; elles ont fourni aux Einstein et aux de Broglie le langage avec lequel ils ont écrit la plus grandiose épopée que les hommes aient jamais conçue. Je ne conteste pas davantage leur utilité dans notre métier ; je ne me suis pas privé de les utiliser à l'occasion. Mais nous ne devons jamais oublier qu'elles ne nous fournissent que des moyens de changer la forme des données que nous possédons déjà, et quels que puissent être l'intérêt et l'utilité de telles transformations, nous ne retrouvons jamais à la fin d'un calcul que ce que nous y avons mis à l'origine. » (« Naissance du béton précontraint et vue d'avenir », dans la revue Travaux, juin 1954.)

## Distinction
- Il est le premier président de la Fédération Internationale de la Précontrainte (FIP) entre 1953 et 1958, puis le président d'honneur[15].
- Commandeur de la Légion d'honneur en 1954.
- Inspecteur général honoraire des ponts et chaussées en 1954.

## Publications

### Publications d'Eugène Freyssinet
- « Théorie de retrait du ciment », Annales des Ponts et Chaussées, no 3,‎ 1932, p. 408
- « Exposé sur l'idée de précontrainte », Travaux, no 375,‎ avril 1966, p. 327
- Relations entre les déformations et la constitution des ciments et des matériaux de structure colloïdale (résultats de recherches faites par Eugène Freyssinet entre 1926 et 1929), p.  884-920, revue Travaux, mai 1966, no 376, numéro spécial Un demi-siècle de technique française de la précontrainte - Tome II.
- Idées et voies nouvelles (article d'abord publié dans le no 1, en janvier 1933, de la revue Science et Industrie, p. 921-936, revue Travaux, mai 1966, no 376, numéro spécial Un demi-siècle de technique française de la précontrainte - Tome II.
- « Cinquante ans de béton armé: l'évolution future des propriétés des matériaux », Travaux, no 107,‎ mai 1943, p. 179
- « Observations sur le béton précontraint », Travaux, no 172,‎ février 1949, p. 65
- « Texte de la conférence : Évolution du rôle des précontraintes dans les constructions et conséquences de leur utilisation systématique », Travaux, no 178,‎ août 1949, p. 313
- « Rôle des déformations non élastiques du béton précontraint », Travaux, no 196,‎ février 1951, p. 200
- « Naissance du béton précontraint et vues d'avenir », Travaux, no 236,‎ juin 1954, p. 463
- Eugène Freyssinet et Jean Muller, « Quelques aspects de la résistance à la rupture en flexion des poutres continues précontraintes », Travaux, no 272,‎ juin 1957, p. 15
- « L'idée française de Précontrainte révolutionne l'art de construire », Travaux, no 273,‎ juillet 1957, p. 355
- Les Hangars à dirigeables de l'aéroport d'Orly, revue Le Génie civil, p. 265-273, no 2145, 22 septembre 1923 ( lire en ligne ), p. 291-297, no 2146, 29 septembre 1923 ( lire en ligne ), p. 313-319, no 2147, 6 octobre 1923 ( lire en ligne )
- Influence de la quantité d'eau de gâchage sur la qualité des bétons examinée du point de vue des chantiers, revue Le Génie civil, 21 juillet 1928 ( lire en ligne )
- L'Amélioration des constructions en béton armé par l'introduction de déformations élastiques systématiques, p. 254-257, revue Le Génie civil, no 2405, 15 septembre 1928 ( lire en ligne )
- Progrès pratiques des méthodes de traitement mécanique des bétons. La reprise en sous-œuvre des fondations de la gare transatlantique du Havre, p. 199-210, revue Travaux, juin 1935, no 30
- Une révolution dans la technique du béton, Eyrolles, Paris, 1936
- Une révolution dans l'art de bâtir : les constructions précontraintes, p. 261-266, dans Le Génie civil, no 3071-3072, 20-27 décembre 1941 ( lire en ligne )
- L'emploi d'armatures précontraintes réglables dans les constructions en béton armé, p. 298, dans Le Génie civil, no 3096, 1er novembre 1942 ( lire en ligne )
- Eugène Freyssinet (1879-1962), sa vie, ses œuvres (textes et documents réunis et présentés par la chambre syndicale nationale des constructeurs en ciment armé et béton précontraint), Paris, 1963
- Un amour sans limite (présentations d'Henri Lemoine et Pierre Xercavins, annotations de Bernard Marrey), Éditions du Linteau, Paris, 1993  (ISBN 978-2910342005)

### Ouvrages préfacés par Eugène Freyssinet
- Jean Barets, Le Béton précontraint, Eyrolles, Paris, 1950
- Yves Guyon, Béton précontraint, étude théorique et expérimentale, Eyrolles, Paris, 1953 cac